# Lennart Daléus
Carl Erik Lennart Daléus, född 25 juni 1946 i Bromma församling i Stockholms stad, är en svensk politiker (före detta centerpartist), som var riksdagsledamot 1991–2002, partiledare för Centerpartiet 1998–2001 och generalsekreterare och VD för Greenpeace Norden 2002–2008.
Daléus gjorde värnplikten som kustjägare 1965–1966 vid KA1 Vaxholm. Han var ordförande för Sverige-avdelningen av Jordens Vänner 1971–1976 samt ledamot av styrelsen för Svenska friluftsföreningen på 1970-talet och har betecknat sig som naturist.
Daléus var ledare för Linje 3 inför folkomröstningen om kärnkraft 1980. Senare blev han centerpartist och valdes 1991 in i riksdagen för Stockholms läns valkrets. I riksdagen var han ordförande för jordbruksutskottet 1994–1998, ledamot i EU-nämnden 2001–2002 och Nordiska rådets svenska delegation 1998–2002 samt suppleant i näringsutskottet och utrikesnämnden. Han lämnade riksdagen i samband med valet 2002.
Daléus var en av de drivande personerna bakom energiuppgörelsen med Socialdemokraterna och Vänsterpartiet innan han i juni 1998 blev partiledare. Eftersom det var val samma år och partiet därmed hade bråttom att profilera sin nye partiledare genomfördes den omtalade reklamkampanjen "Det här är Lennart". Centern förlorade nio mandat i riksdagen vid det valet. 
Daléus lämnade Centerpartiet när han blev VD för Greenpeace Norden hösten 2002. Han anser att partiet har utvecklats åt fel håll i miljöfrågor och i kärnkraftsfrågan.